# Тригранний кут

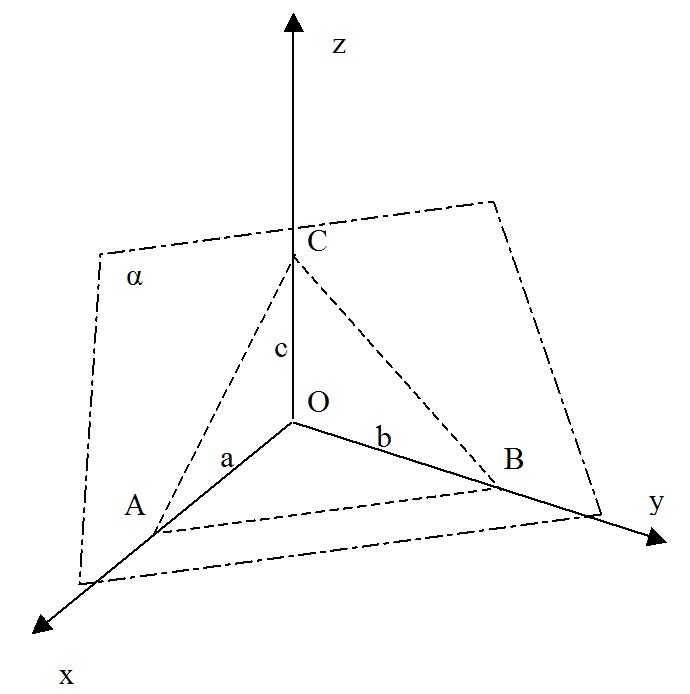
Тригранний кут

Тригранний кут — це частина простору, обмежена трьома плоскими кутами зі спільною вершиною і попарно загальними сторонами, що не лежать в одній площині. Спільна вершина цих кутів називається вершиною тригранного кута. Сторони кутів називаються ребрами, плоскі кути при вершині тригранного кута називаються його гранями. Кожна з трьох пар граней тригранного кута утворює двогранний кут. Якщо розташувати вершину тригранного кута в центрі сфери одиничного радіуса, на її поверхні утворюється обмежений ним сферичний трикутник, сторони якого рівні плоским кутах тригранного кута, а кути — його двогранним кутам.

## Нерівність трикутникадля тригранного кута
Кожен плоский кут тригранного кута менше суми двох інших його плоских кутів.

## Сума плоских кутів тригранного кута
Сума плоских кутів тригранного кута менша від 360 градусів.
Доведення.
Нехай OABC — даний тригранний кут. Розглянемо тригранний кут з вершиною A, утворений гранями ABO, ACO і кутом BAC. Напишемо нерівність:
{\displaystyle \angle BAC<\angle BAO+\angle CAO}
Аналогічно, і для решти тригранних кутів з вершинами B і С:
{\displaystyle \angle ABC<\angle ABO+\angle CBO}
{\displaystyle \angle ACB<\angle ACO+\angle BCO}
Складаючи ці нерівності і враховуючи, що сума кутів трикутника ABC дорівнює 180°, отримуємо
{\displaystyle 180<\angle BAO+\angle CAO+\angle ABO+\angle CBO+\angle BCO+\angle ACO=180-\angle AOB+180-\angle BOC+180-\angle AOC}
Отже:     {\displaystyle \angle AOB+\angle BOC+\angle AOC<360}

## Теорема косинусівдля тригранного кута
Перша теорема косинусів для тригранного кута cos α = cos βcos γ + sin βsin γcos A
{\displaystyle \cos {\alpha }=\cos {\beta }\cos {\gamma }+\sin {\beta }\sin {\gamma }\cos {A}}
Друга теорема косинусів для тригранного кута 
{\displaystyle \cos {A}=-\cos {B}\cos {C}+\sin {B}\sin {C}\cos {\alpha },}
де α, β, γ — плоскі кути, A, B, C — двогранні кути, складені площинами кутів β і γ, α і γ, α і β. 
Доведення другої теореми косинусів для тригранного кута.
Нехай OABC — даний тригранний кут. Опустимо перпендикуляри з внутрішньої точки тригранного кута на його грані й отримаємо новий тригранний кут полярний (подвійний даному). Плоскі кути одного тригранного кута доповнюють двогранні кути іншого і двогранні кути одного кута доповнюють плоскі іншого до 180 градусів. Тобто плоскі кути полярного кута відповідно рівні: 180 — А; 180 — В; 180 — С, а двогранні — 180 — α; 180 — β; 180 — γ. Напишемо першу теорію косинусів для нього
{\displaystyle \cos({\pi -A})=\cos({\pi -\alpha })\sin({\pi -B})\sin({\pi -C})+\cos({\pi -B})\cos({\pi -C)}}
і після спрощень отримуємо:
{\displaystyle \cos {A}=\cos {\alpha }\sin {B}\sin {C}-\cos {B}\cos {C}}

## Теорема синусівдля тригранного кута
{\displaystyle {\sin {\alpha } \over \sin A}={\sin \beta  \over \sin B}={\sin \gamma  \over \sin C}},
де α, β, γ — плоскі кути тригранного кута; A, B, C — протилежні їм двогранні кути.